# Oliver Kentish
Oliver John Kentish (* 1954 in London) ist ein britisch geborener Cellist, Lehrer und Komponist. Im Jahre 1977 ist er jedoch nach Reykjavík gezogen und bekam 1989 die isländische Nationalität.
Zusätzlich zur Komposition ist Kentish seit 2005 als Direktor des Iceland Amateur Symphony Orchestra tätig.
Kentish wurde 1993 von der britischen Regierung beauftragt, Mitt Folk, welches vom Iceland Symphony Orchestra aufgeführt wurde, zu schreiben. Mit seiner Arbeit wurde dem 50. Geburtstag Islands als Republik gedacht. Sie war ein Geschenk von Großbritannien für Irland.

## Verschiedene Werke
- Jakobslag (1999)
- Draumar og dansar (2002)
- Prelúdía og fúga (2005)
- Kvinnan fróma (2008)